# 聖徳太子流
聖徳太子流（しょうとくたいしりゅう）は、望月定朝が開いたとされる軍学と武術の流派である。軍法（軍学）の他、剣術、薙刀術などを伝えた。太子流とも呼ばれた。薙刀術は静流とも呼ばれた。

## 歴史
清和天皇の第四皇子である貞元親王の末裔で、信州望月の生まれの望月定朝がある日、夢の中で聖徳太子から軍要を教わり、悟って一流を起こしたのが始まりとされる。その後、定朝は武田氏に仕え、軍功を挙げたが長篠の戦いで戦死したという。
当初は軍法のみであった。聖徳太子から鬼一法眼・源義経を経て楠木正成に伝わったとされるが、もちろん付会の説である。山鹿流、甲州流の影響もあるという。
武田家滅亡後、定朝の子孫の望月安光は出家して諸国を放浪していたが、会津藩主の保科正之に取立てられて会津にとどまった。

### 軍学
聖徳太子流軍法は、会津藩で伝えられた他、安光の子の望月安勝から山崎闇斎も学んでいる。

### 剣術
安光の子の望月安勝が、父が興した安光流剣術と家伝の太子流兵法を併せて「太子伝安光流」を開いた。安勝から安光流を学び、荒田吉兵衛から心清流を学んだ中林尚堅が元禄2年（1689年）に聖徳太子流剣術を開いた。当流の剣術は薙刀術から変化したものという。
会津藩では、中林尚堅の中林派と、尚堅の弟子の浦野直勝の浦野派に分かれたが、文化8年（1811年）に丸山胤征が2派を併せて一つの流派に戻した。
会津藩では溝口派一刀流、真天流、安光流、神道精武流と共に会津五流と呼ばれ、会津藩で広く行われた剣術流派の一つとなった。下級藩士を中心に最多の門弟がおり、藩校の日新館でも採用され、藩校以外に7ヶ所の宅稽古場を有していた。幕末には白虎隊の隊士で学んだ者もいたという。
また、尾張藩にも聖徳太子流剣術が伝わっていた。
明治28年（1895年）、第1回武徳祭大演武会で、聖徳太子流の吉田勝見が特に優秀であると認められ、精錬証を授与された。このとき吉田は長野県の人物となっているが、幕末に京都で道場を開いていた吉田某と同じ人物であろうと推定されている。吉田の道場には新選組に入隊する前の斎藤一が寄宿し師範代を務めていた。

### 薙刀術
「静流」とも呼ばれる当流の薙刀術は会津藩だけでなく、仙台藩でも広く行われた。仙台藩では聖徳太子流薙刀術は日下一旨流槍術と併習されることが多かった。また、仙台藩には同名異流の静流薙刀術（静流京師伝）も伝わっているが流派名は訛りにより鈴鹿流となっている。